# Automatic Repeat reQuest
Pour les articles homonymes, voir ARQ.
L’Automatic Repeat reQuest ou ARQ (en français requête automatique de répétition) est une méthode de contrôle d'erreur pour la transmission de données. Elle utilise des acquittements et des timeouts pour parvenir à une transmission efficace de l'information. Un acquittement est un message envoyé par le récepteur vers l'émetteur afin de lui montrer que la trame (ou le paquet) de données émises a été correctement reçue. Un timeout est un instant précis situé après l'instant d'émission et dont l'écart avec ce dernier est égal à une durée spécifique ; si l'émetteur ne reçoit pas d'acquittement avant le timeout, il retransmet la trame ou le paquet jusqu'à recevoir un acquittement ou dépasser un nombre prédéfini de retransmissions.
Parmi les types de protocoles ARQ on peut compter :
- le Stop-and-wait ARQ ;
- le Go-Back-N ARQ ;
- le Selective Repeat ARQ.

Ces protocoles se situent dans la couche de liaison de données ou la couche de transport du modèle OSI.
Le Hybrid ARQ (HARQ) est une variante de l'ARQ possédant de meilleures performances, en particulier lors des transmissions sans fil, au prix d'une complexité accrue.